# Дерусси, Георге
Георге Дерусси (рум. Gheorghe Derussi ; 3 января 1870, Королевство Румыния — 10 декабря 1931, Королевство Румыния) — румынский политический и государственный деятель, Министр иностранных дел Королевства Румыния (1921—1922), дипломат.
Прежде чем стать министром иностранных дел, Дерусси с 1 апреля 1917 года был первым полномочным представителем Румынии в Стокгольме. 1 мая 1917 года Дерусси был аккредитован в Осло и Копенгаген, где одновременно были открыты румынские дипломатические миссии.
С декабря 1921 по январь 1922 года занимал пост министра иностранных дел Королевства Румыния.